# Andries Jonker
Andries Jonker (ur. 22 września 1962 w Amsterdamie) – holenderski trener piłkarski. Były szkoleniowiec VfL Wolfsburg oraz Bayernu Monachium. Poprzednio był asystentem Louisa van Gaala, a po jego zwolnieniu objął posadę pierwszego trenera. Wcześniej pełnił funkcje trenera w klubach Willem II, MVV oraz FC Volendam, a także asystenta trenera w FC Barcelona. Wraz z końcem sezonu 2010/2011 objął funkcję pierwszego trenera rezerwowego zespołu Bayernu i prowadził go przez sezon 2011/2012.